# Johann Georg Hamel
Johann Georg Hamel (* 17. Juli 1811 in Homburg vor der Höhe; † 24. Juni 1872 ebenda) war ein deutscher Kaufmann, Bibliothekar und Politiker.

## Familie
Hamel war der Sohn des Strumpffabrikanten Jacob Christian Casimir Ham(m)el (* 20. Dezember 1781 in Homburg; † 16. Juni 1836 im Rhein (Selbstmord)) und dessen Ehefrau Elisabeth Johanna Magaretha geborene Krag (18. Dezember 1783 in Erbenheim; † 11. Mai 1842 in Homburg). Hamel, der evangelischer Konfession war, heiratete am 26. Dezember 1833 in Homburg Anna Maria geborene Fischer (* 21. April 1816 in Homburg; † 10. Dezember 1868 ebenda), die Tochter des Metzgermeisters Franz Martin Fischer.

## Leben
Hamel war beruflich Kaufmann und Strumpffabrikant. Er war auch als Autor und Journalist tätig. 1841 gehörte er zu den Gründern eines Lesevereins, aus dem die Stadtbibliothek hervorging. Um 1840 begann er mit der systematischen Aufarbeitung der Unterlagen der Stadt und gilt so als Begründer des Stadtarchives von Bad Homburg. Ebenfalls von ihm herausgegeben wurde ein Teilnachlass Hölderlins.
1834 wurde er zum Vorsteher eines der fünf Homburger Quartiere gewählt. Bei der Wahl zum ersten Landtag von Hessen-Homburg wurde Heinrich Will für den Wahlkreis Homburg vor der Höhe II in den Landtag gewählt. 1848 war er Mitglied des Vorparlaments.

## Werke
- Chronik 1828–1849
- Tagebuch aus der Revolutionszeit 1848–1850
- Hessen-homburgische Reim-Chronik (1860), Digitalisat